# Marathon de Chicago 2023
Navigation
Édition 2022 Édition 2024
Le Marathon de Chicago 2023 est la 45e édition du Marathon de Chicago, aux États-Unis, qui a lieu le dimanche 8 octobre 2023. C'est le cinquième des World Marathon Majors à avoir lieu en 2023.
Le Kenyan Kelvin Kiptum remporte la course masculine avec un temps de 2 h 0 min 35 s, nouveau record du monde. La Néerlandaise Sifan Hassan s'impose chez les femmes en 2 h 13 min 44 s, nouveau record du marathon de Chicago.

## Résultats

### Hommes
| Rang               | Athlète            | Nationalité | Temps          |
| ------------------ | ------------------ | ----------- | -------------- |
| Médaille d'or      | Kelvin Kiptum      | Kenya       | 2 h 0 min 35 s |
| Médaille d'argent  | Benson Kipruto     | Kenya       | 2 h 4 min 2 s  |
| Médaille de bronze | Bashir Abdi        | Belgique    | 2 h 4 min 32 s |
| 4                  | John Korir         | Kenya       | 2 h 5 min 9 s  |
| 5                  | Seifu Tura Abdiwak | Éthiopie    | 2 h 5 min 29 s |
| 6                  | Conner Mantz       | États-Unis  | 2 h 7 min 47 s |
| 7                  | Clayton Young      | États-Unis  | 2 h 8 min 0 s  |
| 8                  | Galen Rupp         | États-Unis  | 2 h 8 min 48 s |
| 9                  | Sam Chelanga       | États-Unis  | 2 h 8 min 50 s |
| 10                 | Takashi Ichida     | Japon       | 2 h 8 min 57 s |

### Femmes
| Rang               | Athlète             | Nationalité | Temps           |
| ------------------ | ------------------- | ----------- | --------------- |
| Médaille d'or      | Sifan Hassan        | Pays-Bas    | 2 h 13 min 44 s |
| Médaille d'argent  | Ruth Chepngetich    | Kenya       | 2 h 15 min 37 s |
| Médaille de bronze | Megertu Alemu       | Éthiopie    | 2 h 17 min 9 s  |
| 4                  | Joyciline Jepkosgei | Kenya       | 2 h 17 min 23 s |
| 5                  | Tadu Teshome Nare   | Éthiopie    | 2 h 20 min 4 s  |
| 6                  | Genzebe Dibaba      | Éthiopie    | 2 h 21 min 47 s |
| 7                  | Emily Sisson        | États-Unis  | 2 h 22 min 9 s  |
| 8                  | Molly Seidel        | États-Unis  | 2 h 23 min 7 s  |
| 9                  | Rose Harvey         | Royaume-Uni | 2 h 23 min 21 s |
| 10                 | Gabriella Rooker    | États-Unis  | 2 h 24 min 35 s |